# César Cascabel
César Cascabel è un romanzo di Jules Verne, pubblicato nel 1890.

## Trama
Il romanzo narra le peripezie che dovrà affrontare una famiglia di circensi, il cui capo è César Cascabel, per giungere in Francia, sua terra natale, da Sacramento (California). Intenzionati a ritornare in patria via mare per la classica rotta da New York - Europa. Attraversando le montagne, le due guide rubano la cassaforte contenente i risparmi. Cascabel decide di tornare in Francia attraversando lo Stretto di Bering allorché è ghiacciato. Cammin facendo salvano la vita ad un Russo, Monsieur Serge, che si rivela essere un conte sfuggito dalla Russia per ragioni politiche. Nello stesso tempo incontrano l'indiana Kayette della quale si innamora Jean, il figlio maggiore di Cascabel. Dopo la traversata, sono fatti prigionieri da una tribù asiatica dalla quale sfuggono dopo mesi grazie ad uno stratagemma di Cascabel. Arrivano nella città di Monsieur Serge e vengono a conoscenza della grazia accordata dallo Zar ai profughi politici. Jean si sposa con Kayette e rimane al servizio del conte che ha adottato la ragazza. Il resto della famiglia raggiunge la Francia.